# 金佛拟小鲵
金佛拟小鲵（学名：Pseudohynobius jinfo）一种分布于中华人民共和国重庆市的两栖动物，隶属于小鲵科拟小鲵属。

## 形态特征
本种体型较小，成年体长76～86毫米，尾部相对较长。背部为紫色，具有很多淡黄色小斑点，腹面颜色较淡，两侧具有淡黄色小斑点，但颜色比背部的暗淡。